# Santiago Ramos Mingo
Santiago Martín Ramos Mingo (Córdoba, 21 novembre 2001) è un calciatore argentino, difensore del Bahia.

## Carriera
Nel gennaio del 2020 firma con il Barcellona. Nel 2022 si trasferisce alla squadra belga dell'OH Lovanio, che lo impiega nella propria formazione Under-23, totalizzando 18 presenze e 3 reti nella terza divisione belga. All'inizio del 2023 viene ceduto in prestito con diritto di riscatto per l'intera durata della stagione al Defensa y Justicia.

## Statistiche

### Presenze e reti nei club
Statistiche aggiornate al 23 agosto 2022.
| Stagione        | Squadra            | Campionato      | Campionato | Campionato | Coppe nazionali | Coppe nazionali | Coppe nazionali | Coppe continentali | Coppe continentali | Coppe continentali | Altre coppe | Altre coppe | Altre coppe | Totale | Totale | Totale |
| Stagione        | Squadra            | Comp            | Pres       | Reti       | Comp            | Pres            | Reti            | Comp               | Pres               | Reti               | Comp        | Pres        | Reti        | Pres   | Reti   |        |
| --------------- | ------------------ | --------------- | ---------- | ---------- | --------------- | --------------- | --------------- | ------------------ | ------------------ | ------------------ | ----------- | ----------- | ----------- | ------ | ------ | ------ |
| 2020-2021       | Barcellona B       | SDB             | 16         | 0          | -               | -               | -               | -                  | -                  | -                  | -           | -           | -           | 16     | 0      |        |
| 2021-2022       | Barcellona B       | PDR             | 20         | 1          | -               | -               | -               | -                  | -                  | -                  | -           | -           | -           | 20     | 1      |        |
| 2022-gen. 2023  | OH Lovanio U23     | D3              | 18         | 3          | -               | -               | -               | -                  | -                  | -                  | -           | -           | -           | 18     | 3      |        |
| 2023            | Defensa y Justicia | PD              | 6          | 0          | CA+CdL          | 0               | 0               | CS                 | 0                  | 0                  | -           | -           | -           | 6      | 0      |        |
| Totale carriera | Totale carriera    | Totale carriera | 60         | 4          |                 | 0               | 0               |                    | 0                  | 0                  |             | -           | -           | 60     | 4      |        |